# Ilia Tcherikover
 (février 2025).
Ilia Tcherikover (en russe : Эльяху Чериковер, les prénoms : Eliahou, Elias sont utilisés également) est un historien ukrainien né en 1881 à Poltava dans l'Empire russe, mort en 1943 à New York. Il se trouvait à la tête du Comité de rédaction pour le rassemblement et la publication de documents sur les pogroms en Ukraine, de 1917 à 1921.

## Biographie
Ilia Tcherikover est né dans une famille de commerçants aisés. Il fait ses études secondaires à Odessa. Étudiant à l'université de Saint-Pétersbourg, il participe aux évènements liés à la révolution russe de 1905. Arrêté, il est condamné à une peine de prison. Il s'impose comme spécialiste de la question juive en publiant de nombreux articles durant les années 1905 à 1909. Notamment sur la participation juive au mouvement révolutionnaire, sur le statut des Juifs et sur leurs rapports avec les Russes. Il est l'un des rédacteurs de l'Encyclopédie juive dirigée par le baron Ginzburg, qui lui confie, en 1909-1911, la rédaction d'articles sur l'histoire des juifs en Russie. En 1921 il émigre à Berlin où il fonde « l'Ostjüdisches Historisches Archiv » pour publier les informations sur les pogroms en Ukraine, survenus durant les années 1917-1921. À partir de 1940, il réside à New York où il meurt en 1943.

## Activités
En 1919 commence la collecte systématique de témoignages et de documents sur les pogroms d'Ukraine. L'initiative en revient aux nouvelles organisations créées à Kiev pour venir en aide aux victimes des violences antijuives qui se multipliaient en 1919. Principalement au Comité central. Des entretiens avec des témoins sont recueillis le plus rapidement possible après les faits. Ces entretiens jouent un rôle thérapeutique bénéfique pour les victimes et leur permettent de se reconstruire psychologiquement. C'est un immense travail de collecte documentaire qui est orchestré par Ilia Tcherikover.   
(En 1925 Tcherikover fonde à Vilnius le « Yidisher Visnshaftlekher Institut » ( en yiddish : ייִדישער װיסנשאַפֿטלעכער אינסטיטוט), ou « Institut scientifique juif » (YIVO) traduit « ייִדישער » ou « yidisher » en juif et en yiddish, selon le contexte. Cet institut est transféré en 1940 à New York.)[pas clair]
Selon l'historienne russe Lidia Milakova, la création de la « collection de documents sur les pogroms » sous la direction de Tcherikover est une entreprise de rassemblement de données d'histoire orale sur un phénomène des plus importants de l'histoire du XXe siècle. Une pareille entreprise de rassemblement de données orales sur les violences ethniques n'avait jamais été engagée.   
Ilia Tcherikover prend une part active à la défense de Samuel Schwartzbard lors de son procès de 1926-1927 pour l'assassinat de Simon Petlioura à Paris. Il présenta au tribunal un dossier sur le Protocole des Sages de Sion. 
Il prit part aussi à la défense de David Frankfurter, auteur de l'assassinat du chef de file des nazis suisses en 1936.

## Ouvrages
- Revue de la Société pour la diffusion du savoir parmi les juifs de Russie (1911- 1914).
- Histoire de la Société pour la diffusion du savoir parmi les juifs de Russie (1863-1913).
- Antisémitisme et pogroms en Ukraine en 1917 et 1918. Publié à Berlin en 1923 (en russe et en yiddish).
- Les Pogroms ukrainiens de 1919 édité à New York en 1965.(en yiddish).